# スティーブ・トールソン
スティーブン・ウェイン・トールソン（Steven Wayne Tolleson, 1983年11月1日 - ）は、アメリカ合衆国・サウスカロライナ州スパータンバーグ出身の元プロ野球選手（内野手）。右投右打。メディアによってはトーレソンの表記がある。
父親のウェインもテキサス・レンジャーズなどに所属した元メジャーリーガー（内野手）である。

## 経歴

### プロ入りとツインズ傘下時代
2005年のMLBドラフトでミネソタ・ツインズから5巡目（全体165位）指名され、7月3日に契約。ルーキー級エリザベストン・ツインズで16試合に出場し、打率.321・2本塁打・8打点・2盗塁だった。7月29日にA級ベロイト・スナッパーズへ昇格。31試合に出場し、打率.176・3本塁打・10打点・3盗塁だった。
2006年はA級ベロイトで47試合に出場し、打率.287・2本塁打・16打点・7盗塁だった。6月からルーキー級ガルフ・コーストリーグ・ツインズでプレー。7月1日にA+級フォートマイヤーズ・ミラクルへ昇格。49試合に出場し、打率.268・4本塁打・23打点・3盗塁だった。
2007年はA+級フォートマイヤーズで132試合に出場し、打率.285・5本塁打・35打点・27盗塁だった。
2008年はAA級ニューブリテン・ロックキャッツで93試合に出場し、打率.300・9本塁打・50打点・12盗塁だった。オフの11月19日にツインズとメジャー契約を結び、40人枠入りを果たした。
2009年3月17日にAAA級ロチェスター・レッドウイングスへ異動し、AA級ニューブリテンで開幕を迎えた。AA級ニューブリテンでは38試合に出場し、打率.258・2本塁打・13打点・6盗塁だった。5月29日にAAA級ロチェスターへ昇格。92試合に出場し、打率.270・6本塁打・27打点・7盗塁だった。

### アスレチックス時代
2010年2月1日にウェーバーでオークランド・アスレチックスへ移籍した。3月8日にアスレチックスと1年契約に合意し、3月30日にAAA級サクラメント・リバーキャッツへ異動した。4月27日にメジャーへ昇格し、4月28日のタンパベイ・レイズ戦でメジャーデビュー。二塁手の守備として途中出場し、2打数無安打だった。4月30日のトロント・ブルージェイズ戦でメジャー初安打を記録したが、5月4日にAAA級サクラメントへ降格。8月13日に再昇格した。この年は25試合に出場し、打率.286・1本塁打・4打点だった。
2011年1月19日にDFAとなり、1月28日にAAA級サクラメントへ降格した。そのまま開幕を迎え、46試合に出場し、打率.274・5本塁打・19打点・8盗塁だった。

### パドレス傘下時代
2011年5月29日に金銭トレードでサンディエゴ・パドレスへ移籍した。移籍後はAAA級ツーソン・パドレスで77試合に出場し、打率.276・4本塁打・36打点・16盗塁だった。オフの11月2日にFAとなった。

### オリオールズ時代
2011年11月21日にボルチモア・オリオールズとマイナー契約を結んだ。
2012年はAAA級ノーフォーク・タイズで開幕を迎え、5月9日にオリオールズとメジャー契約を結んだ。昇格後は三塁手のウィルソン・ベテミーが不振でスタメン落ちしていたため、三塁手として先発起用されていたが、6月12日にAAA級ノーフォークへ降格。6月14日に再昇格。再昇格後は左翼手として先発起用された。6月27日に再びAAA級ノーフォークへ降格した。7月7日に再昇格し、7月26日にAAA級ノーフォークへ降格した。登録枠が拡大された9月1日に再昇格。この年は29試合に出場し、打率.183・2本塁打・6打点1盗塁だった。オフの11月2日に40人枠を外れ、AAA級ノーフォークへ降格し、11月5日にFAとなった。

### ホワイトソックス傘下時代
2012年11月13日にシカゴ・ホワイトソックスとマイナー契約を結んだ。
2013年はAAA級シャーロット・ナイツで116試合に出場し、打率.288・8本塁打・53打点・14盗塁だった。10月11日にはホワイトソックスのマイナー・オールスターチームにユーティリティープレーヤーとして選出された。オフの11月5日にFAとなった。

### ブルージェイズ時代
2013年12月17日にブルージェイズでマイナー契約を結んだ。
2014年はAAA級バッファロー・バイソンズで開幕を迎え、19試合に出場。5月1日にブルージェイズとメジャー契約を結んだ。5月2日、2012年以来2年ぶりにメジャーの試合に出場。それまでのメジャー通算試合数が54だったが、シーズン通じて109試合に出場した。打率.253・3本塁打・16打点・3盗塁という成績を記録。守備面では一塁以外の内野と外野（左翼、右翼）を守ったほか、指名打者及び投手としても出場。投手では2試合で奪三振1を記録しており、ユーティリティプレーヤーとしてチームに貢献した。
2015年は初めて開幕をメジャーで迎えた。4月25日にDFAとなったが、5月10日にメジャー復帰した。5月31日に15日間の故障者リスト入りし、7月1日に復帰したが同日DFAとなった。

## 詳細情報

### 年度別打撃成績
| 年 度     | 球 団     | 試 合 | 打 席 | 打 数 | 得 点 | 安 打 | 二 塁 打 | 三 塁 打 | 本 塁 打 | 塁 打 | 打 点 | 盗 塁 | 盗 塁 死 | 犠 打 | 犠 飛 | 四 球 | 敬 遠 | 死 球 | 三 振 | 併 殺 打 | 打 率 | 出 塁 率 | 長 打 率 | O P S |
| --------- | --------- | ----- | ----- | ----- | ----- | ----- | -------- | -------- | -------- | ----- | ----- | ----- | -------- | ----- | ----- | ----- | ----- | ----- | ----- | -------- | ----- | -------- | -------- | ----- |
| 2010      | OAK       | 25    | 53    | 49    | 5     | 14    | 3        | 0        | 1        | 20    | 4     | 0     | 0        | 0     | 0     | 4     | 0     | 0     | 9     | 0        | .286  | .340     | .408     | .748  |
| 2012      | BAL       | 29    | 76    | 71    | 4     | 13    | 3        | 0        | 2        | 22    | 6     | 1     | 0        | 1     | 0     | 4     | 0     | 0     | 17    | 2        | .183  | .227     | .310     | .537  |
| 2014      | TOR       | 109   | 189   | 170   | 21    | 43    | 7        | 2        | 3        | 63    | 16    | 3     | 1        | 4     | 1     | 12    | 0     | 2     | 49    | 3        | .253  | .308     | .371     | .679  |
| 2015      | TOR       | 19    | 45    | 41    | 9     | 11    | 5        | 1        | 0        | 18    | 3     | 2     | 0        | 0     | 0     | 4     | 0     | 0     | 9     | 1        | .268  | .333     | .439     | .772  |
| 通算：4年 | 通算：4年 | 181   | 363   | 331   | 39    | 81    | 18       | 3        | 6        | 123   | 29    | 6     | 1        | 5     | 1     | 24    | 0     | 2     | 84    | 6        | .245  | .299     | .372     | .670  |

### 背番号
- 30 (2010年)
- 6 (2012年)
- 18 (2014年 - 2015年)